# Троянські астероїди Нептуна

Троянські астероїди Нептуна поблизу точки L_{4}, поруч для порівняння показані плутино.

Троянські астероїди Нептуна — група астероїдів поясу Койпера, що рухається навколо Сонця по орбіті Нептуна в 60°, попереду нього — точка L4 або позаду — точка L5, перебуваючи в одній із двох точок Лагранжа орбіти Нептуна. Нині відомо тільки 12 астероїдів цієї групи, 9 з яких перебувають поблизу точки Лагранжа L4, яка лежить на 60° попереду планети на відстані близько 5 млрд км від Нептуна. Були названі так за аналогією з троянськими астероїдами Юпітера.